# HOTOTOGISU -滅せぬもののあるべきか-
『HOTOTOGISU -滅せぬもののあるべきか-』（ほととぎす めっせぬもののあるべきか）は、2012年8月31日につるみくより発売された18禁のパソコンゲーム（アダルトゲーム）ソフトである。

## 解説
ヒロインたちを監禁し、自らの手ごまにすべく調教するアダルトゲーム。

## あらすじ
前総理大臣「塚本守孝」の長男「塚本一樹」は、ある日、父親殺しの濡れ衣を着せられ、投獄されることになる。腹心である「高槻沙希」や守孝の盟友「高槻誠一」の尽力により、二年ぶりに釈放された一樹は父親を殺した真犯人である、現総理大臣「高井田幸造」への復讐を誓い、自身の死亡を偽装し、整形して「東雲和輝」として新たな人生を送り始める。

## 登場人物

### 主要人物
東雲 和輝 （しののめ かずき）
主人公。その正体は、前総理大臣であった「塚本守孝」の長男「塚本一樹」で父親の秘書を経て、衆議院議員（首相補佐官）も務めていた。
転機となったのは父・守孝の死で真相は、政敵であった「高井田幸造」による暗殺であったが、高井田の策略により第一発見者であった一樹が父親殺しの濡れ衣を着せられ、でっちあげられた様々な身に覚えのない余罪により二年間に及ぶ獄中生活を送ることとなった。腹心である「高槻沙希」や守孝の盟友「高槻誠一」の政権側との裏取引によって釈放されるが、今後は一生を高井田の監視下で過ごしていくことを拒否。高井田に復讐して、民権党政権を崩壊させるため、自身の死亡を偽装し、整形して「東雲 和輝」と名乗り、新たな人生を始める。まずは政治家への復帰への第一歩として、高槻家の伝手で大手製薬会社「大上製薬」に入社する。
性格は、悪知恵に長け、面倒くさがり屋の遊び人といった感じで池田孝明からは「ドラ息子」と呼ばれる有様であったが、守孝の死により生まれ持った権謀術数の才を発揮していく。
学生時代は、達弘・晃などあまり素行の良くない人物と放蕩生活を送っており、守孝の知らないところでレイプや監禁などの犯罪（殺人は犯していない）にも手を染めることもあり、和樹自身も自身を悪党と認めている。またその頃の人脈や女を籠絡させるテクニックを用いて意中の女を堕とし、手駒にしていく。
父・守孝のことは、苦言を呈されることを邪険にしていたが、内心ではその崇高な志には素直に敬意を表していた。政治思想は、守孝とは違い利権なども容認する意向だが、愛国心だけは守孝同様に強い（本人曰く、唯一受け継いだもの）。
高槻 沙希（たかつき さき）
声 - 藤堂みさき
塚本家に代々仕える「高槻家」の四女。和樹の腹心。上の姉たちは皆、誠一の跡継ぎ（議員秘書）とならなかったため、事実上の誠一の跡継ぎとなっている。
幼少期に守孝の敵対勢力によって誘拐されるが、父・誠一の要求拒否により沙希は見捨てられることになったが、間一髪のところで誘拐現場を目撃していた一樹（和輝）によって救出されたことがある。以来、一樹のことは命の恩人として一生を捧げる覚悟を決めており、公私に渡って秘書として一樹の世話を焼いていた。
年頃になった際に一樹にレイプ同然に処女を奪われて以来、関係を持っている。一樹の裏の本性も承知しており、和樹の命であればレイプや監禁などの犯罪行為にも荷担することもある。
高井田 弥生（たかいだ やよい）
声 - 野々村紗夜
現総理大臣・高井田幸造の孫娘。名門「蔵崎学院」に在学中で生徒会長を務めている。
名家の箱入り娘として何不自由なく育てられたため、成績優秀・明朗快活な性格。しかし現総理の孫という立場から親友と呼べる人間はおらず、寂しさを感じていたが、篝と同居するようになってからは無二の親友同然に接している。また篝をきっかけに和輝とも知り合うことになり、徐々に惹かれていく。
祖父である幸造のことは”理想の政治家”と誇りに思っているが、後に和輝により凌辱された末に祖父の悪行をこれでもかという程、知らされることとなる。
塚本 篝（つかもと かがり）
声 - 東かりん
塚本守孝の長女で和輝（一樹）の年の離れた妹。現在は弥生と共に名門「蔵崎学院」在学中。
一樹とは年が離れていたため、裏の本性に気付くことなく慕っていた。守孝の死後は高井田幸造に引き取られ、人質同然の生活を送り始め、生来の活発さは失っているが、事情を知らずに自分に好意的に接してくる弥生や弥生の母親には憎しみを抱けなくなりつつある。一樹の訃報を受け塞ぎ込んでいたが、復讐のために別人に成り代わった和輝と再会、今度は高井田母娘との板挟みになり、和輝に翻意を促したことから怒りを買うことになった。
鴫野 吹雪（しぎの ふぶき）
声 - 椎名ヨオコ
「大上製薬」の主任研究員。現社長「大上信夫」の婚約者。
若くてして主任研究員に抜擢されるほど優秀で、社長の婚約者という立場からも社内でも多数の取り巻きを引き連れる有名な才媛。大上製薬を乗っ取るために和輝に目を付けられ、信夫の淡白さに不満を抱いていたことを付け込まれ、凌辱の末、服従。以後は失脚した信夫との婚約も解消し、薬学に精通していることを見込まれ和輝の命で媚薬などの研究に勤しむ。
光善寺 恋（こうぜんじ れん）
声 - 藤沢美月
外件省官僚の娘でファッションモデル兼マルチタレント。
おっとりした性格に豊満な肉体を持つが、本人は潔癖症で体に触られることなどに強い忌避感を持つ。父親のコネでお天気キャスターなども務めているが、才能もなく向上心もないため、実力は皆無だが、逆に素人臭さが世間に受け入れられている。また外件省の主要天下り先である公益財団法人「JUDEMO（日本緊急災害救急対策機関）」のイメージキャラクターも務めており、「JUDEMO」は民権党の資金源の一つにもなっていることから資金供給元を断つべく和輝の標的にされる。
荒本 睦美（あらもと むつみ）
声 - 草柳順子
宗教団体「翔世会」代表・荒本武の娘。翔世学園在学中。
感情に乏しく、常に淡々とした口調で話す。教団の広告塔も務める、信者たちのカリスマとして祭り上げられており、教団代表の父親を崇拝するなど、教団の考えに染まってしまっている。
池田 英理（いけだ えり）
声 - 香澄りょう
法令省傘下「権力犯罪取締準備室」捜査係長。法令省官僚・池田孝明の娘
官僚のご令嬢だが、頭脳明晰、正義感が強く、常に冷静沈着で物腰優雅なキャリアウーマン。現在は、名ばかりの「準備室」を昇格させ、規模・権限を拡大することに意欲を持っており、一刻も早く手柄を立てることに固執している。
最近の出来事を調べていく内にその中心にはいつも和輝がいることを突き止め、和輝の正体・目的を探るべく捜査に乗り出すが、逆に孝明との接触の機会を伺う和輝に利用されることになる。

### その他の人物
塚本 守孝（つかもと もりたか）
声 - 越雪光
「心民党」所属の衆議院議員で前総理大臣。一樹（和輝）と篝の父親。故人。
官僚主導の利権と汚職に塗れた政治を正そうとしていた正義感溢れる政治家であったが、その頑固さゆえに敵を作ることも多く、そこを利用され最期は高井田に暗殺された。
高槻 誠一（たかつき せいいち）
声 - 福野羽太郎
塚本家の代々の秘書を務める高槻家の家長。沙希の父親。
総理大臣であった守孝とは親友同士で、秘書を務めていた。守孝をみすみす死なせてしまったことを悔いており、沙希と共に和輝の釈放に奔走した。
守孝の死後は政界から引退し隠居状態となっているが、未だに政界や経済界への伝手を持っており、高井田への復讐を誓う和輝を支援する。
幼少期に誘拐された沙希を守孝と天秤に掛けたうえで見捨てたことがあり、沙希を救ってくれた和輝に託している。
如月 達弘（きさらぎ たつひろ）
声 - 風見トーリ
暴力団「白鷺組」傘下「初芝組」の三代目組長で一樹（和輝）の悪友。
和輝・晃とは学生時代からの悪友同士で和輝の成り代わりにも協力しており、和輝が総理大臣へ上り詰めた際の見返りを期待して主に人員面でサポートする。
藤堂 晃（とうどう あきら）
声 - ますおかゆうじ
「園田財団」総帥で一樹（和輝）の悪友。
和輝・達弘とは学生時代からの悪友同士で和輝の成り代わりにも協力しており、和輝が総理大臣へ上り詰めた際の見返りを期待して主に資金面でサポートする。
つるみくの過去作「姦白宣言」の主人公。
池田 孝明（いけだ たかあき）
声 - 小次狼
法令省の官僚。英里の父親。
省内では大臣以上の権力を持つ重鎮だが、頑固で大の政治家嫌いのため、皆から敬遠されているが前総理であった守孝とは個人的に気が合い、協力していた。守孝の死後は再び政治からは距離を置いている。一樹のことは『父親の良いところを受け継がなかったドラ息子』と呼び、相手にしていなかった。
山垣 貞次（やまがき さだじ）
声 - でーさん
野党「心民党」総裁。
守孝の死後に総裁に就任したが、守孝ほどのカリスマ性、政治信念はなく、かといって高井田のような欲まみれの政治家でもなく、良くも悪くもインパクトに欠ける人物。民権党から政権を奪えないのも山垣の手腕不足を指摘する声も多い。
荒本 武（あらもと たけし）
声 - 植木亨
睦の父親で宗教団体「翔世会」代表。「翔世学園」という学校も経営しており、そこの理事長も兼任している。
大上 信夫（おおがみ のぶお）
声 - 倉島丈
民権党に多額の献金を行っている「大上製薬」の二代目社長。吹雪の婚約者。
良くも悪くも無難で淡白な人物。吹雪とは大学院時代の同級生で、大上製薬への入社も取り計らった。
高井田 幸造 （たかいだ こうぞう）
声 - 山本兼平
与党「民権党」所属の国会議員で現総理大臣。和輝の宿敵。
自己顕示欲と権力欲に塗れ、敵対勢力を排除するためならば買収、暗殺などのあらゆる手段を用いる。一方、弥生など家族の前では清廉潔白な良き祖父、政治家を演じている。

## スタッフ
- 原画 - 桜島サロマ子
- シナリオ - チャック雅、まこっちゃ